# Pseudographiella rhizomorpharum
Pseudographiella rhizomorpharum är en svampart som först beskrevs av Vincenzo de Cesati, och fick sitt nu gällande namn av Illman, Rogerson & G.P. White 1985. Pseudographiella rhizomorpharum ingår i släktet Pseudographiella, divisionen sporsäcksvampar och riket svampar.   Inga underarter finns listade i Catalogue of Life.